# 176
Cette page concerne l'année 176  du calendrier julien. Pour l'année 176 av. J.-C., voir 176 av. J.-C. Pour le nombre 176, voir 176 (nombre).
L'année 176 est une année bissextile qui commence un dimanche.

## Événements
- Hiver : Marc Aurèle séjourne à Alexandrie[1].

- Printemps : Marc Aurèle est en Syrie ; il visite Antioche malgré sa réticence puis se rend à Smyrne[2] par la Cilicie et la Carie[1].
- Septembre : Marc Aurèle est à Athènes où il se fait initier aux mystères d'Éleusis[1].
- 18 octobre : fête taurobolique à Lectoure (Gers) en l’honneur de Cybèle[3].
- Fin de l'automne : Marc Aurèle rentre à Rome, achevant son voyage en Orient. Il célèbre son triomphe sur les Germains le 23 décembre[2].
- 27 novembre : Commode, fils de Marc Aurèle, est associé au pouvoir impérial[4].

## Naissances
- Han Shaodi, avant-dernier empereur de la dynastie Han. Fini sa vie comme Prince de Hongnong.
- Yuan Xi, deuxième fils de Yuan Shao.
- Fa Zheng, conseiller de Liu Bei.

## Décès en 176
- Hérode Atticus, rhéteur grec (né en 101).